# 綿疆
奉恩鎮國公綿疆（1777年12月7日—1811年8月27日），貝子永澤第三子，母繼室姜佳氏，其父為姜智鐸，恆親王系第六代。
他在乾隆四十二年十一月（1777年）出生，嘉慶四年十二月（1799年）受封三等鎮國將軍，嘉慶十五年十一月（1810年）接替父親成為恆親王第六代。
嘉慶十六年七月（1811年）他去世，虛歲三十五歲，因他無子，所以由養子奕奎承襲恆親王系第七代。